# Victoria Tanco
Victoria Tanco (n. 25 de febrero de 1994 en Buenos Aires, Argentina) fue una golfista que ganó numerosos torneos de ese deporte a temprana edad, para luego abandonar la actividad a los 22 años.

## Biografía
Comenzó a jugar al golf a los 6 años. A los 7 años ya ganaba torneos infantiles. A los 10 años sacó handicap y participó del Abierto Argentino de Damas, despertando la atención de los medios extranjeros. A los 13 años llegó a ser la aficionada número uno de la Argentina.
En numerosas ocasiones representó a la Asociación Argentina de Golf, ganando varios Torneos Sudamericanos y en 2010 participó del Mundial de Aficionados.
A los 11 años ganó su primer torneo internacional, en Estados Unidos y a los 14 años a alcanzó el n.º 1 del Ranking Americano Juniors.
En 2008 y 2009 fue nombrada Jugadora del Año júnior en Estados Unidos y el diario Clarín la galardonó con el Premio Revelación de Oro. Ganó el Diploma al Mérito, de la Fundación Konex 2010.
Con tan solo 17 años,  participó 4 años seguidos como amateur del US Open y es cofundadora de la AAP.
En 2014 obtuvo la medalla de bronce, en la categoría individual, en los Juegos Suramericanos de 2014 (ODESUR) realizados en Chile.
En mayo de 2016 decidió abandonar el golf “tras encontrar y aceptar a Jesús” "“Tengo un propósito en la vida: expandir el Reino de Dios“ y se enroló a la Mosaic Church de Oakland, Florida. Realiza además por Internet el curso de Marketing y Publicidad en Liberty University.